# Coppa WSE 2022-2023
La Coppa WSE 2022-2023 è stata la 43ª edizione (la 5ª con la denominazione attuale) dell'omonima competizione europea di hockey su pista riservata alle squadre di club. Il torneo ha avuto inizio il 16 dicembre 2022 e si è concluso il 23 aprile 2023.
Il titolo è stato conquistato dagli spagnoli del Voltregà per la seconda volta nella loro storia sconfiggendo in finale i portoghesi del Braga.
Il Voltregà, in qualità di squadra vincitrice, e il Braga, come finalista del torneo, hanno ottenuto anche il diritto di partecipare alla Coppa Continentale 2023-2024.

## Squadre partecipanti
| Nazione     | Club               | Città                    | Qualificazione                                                                    |
| ----------- | ------------------ | ------------------------ | --------------------------------------------------------------------------------- |
| Francia     | Coutras            | Coutras                  | Eliminato al primo turno di qualificazione della WSE Champions League 2022-2023   |
| Francia     | La Vendéenne       | La Roche-sur-Yon         | Eliminato al secondo turno di qualificazione della WSE Champions League 2022-2023 |
| Francia     | Lione              | Lione                    | Finalista di Coppa di Francia 2021-2022                                           |
| Francia     | Noisy-le-Grand     | Noisy-le-Grand           | Eliminato al primo turno di qualificazione della WSE Champions League 2022-2023   |
| Francia     | Ploufragan         | Ploufragan               | 6º in Nationale 1 2021-2022                                                       |
| Francia     | Quévert            | Quévert e Dinan          | Eliminato al primo turno di qualificazione della WSE Champions League 2022-2023   |
| Germania    | Germania Herringen | Hamm                     | Eliminato al secondo turno di qualificazione della WSE Champions League 2022-2023 |
| Germania    | Remscheid          | Remscheid                | Finalista di Coppa di Germania 2021-2022                                          |
| Germania    | Walsum             | Duisburg                 | 2º in Rollhockey-Bundesliga 2021-2022, semifinale dei play-off                    |
| Inghilterra | King's Lynn        | King's Lynn              | Eliminato al primo turno di qualificazione della WSE Champions League 2022-2023   |
| Italia      | Bassano            | Bassano del Grappa       | Eliminato al primo turno di qualificazione della WSE Champions League 2022-2023   |
| Italia      | Follonica          | Follonica                | Eliminato al secondo turno di qualificazione della WSE Champions League 2022-2023 |
| Italia      | Grosseto           | Grosseto                 | Eliminato al secondo turno di qualificazione della WSE Champions League 2022-2023 |
| Italia      | Valdagno           | Valdagno                 | Eliminato al secondo turno di qualificazione della WSE Champions League 2022-2023 |
| Italia      | Vercelli           | Vercelli                 | 8º in Serie A1 2021-2022, quarti di finale dei play-off                           |
| Portogallo  | Braga              | Braga                    | Eliminato al secondo turno di qualificazione della WSE Champions League 2022-2023 |
| Spagna      | Caldes             | Caldes de Montbui        | Eliminato al secondo turno di qualificazione della WSE Champions League 2022-2023 |
| Spagna      | Igualada           | Igualada                 | 9º in OK Liga 2021-2022                                                           |
| Spagna      | Lleida             | Lleida                   | Eliminato al primo turno di qualificazione della WSE Champions League 2022-2023   |
| Spagna      | PAS Alcoy          | Alcoy                    | Eliminato al primo turno di qualificazione della WSE Champions League 2022-2023   |
| Spagna      | Voltregà           | Sant Hipòlit de Voltregà | 10º in OK Liga 2021-2022                                                          |
| Svizzera    | Diessbach          | Diessbach bei Büren      | Eliminato al secondo turno di qualificazione della WSE Champions League 2022-2023 |
| Svizzera    | Ginevra            | Ginevra                  | Eliminato al primo turno di qualificazione della WSE Champions League 2022-2023   |

## Risultati

### Turno di qualificazione

#### Girone A
| Squadra     | Pt | G | V | N | P | GF | GS | DG |
| ----------- | -- | - | - | - | - | -- | -- | -- |
| Lione       | 6  | 2 | 2 | 0 | 0 | 8  | 1  | +7 |
| Remscheid   | 3  | 2 | 1 | 0 | 1 | 7  | 7  | 0  |
| King's Lynn | 0  | 2 | 0 | 0 | 2 | 3  | 10 | -7 |

| Remscheid 16 dicembre 2022, ore 19:00 CET | Remscheid | 6 – 3 | King's Lynn | Sportzentrum Hackenberg |

| Remscheid 17 dicembre 2022, ore 17:00 CET | King's Lynn | 0 – 4 | Lione | Sportzentrum Hackenberg |

| Remscheid 18 dicembre 2022, ore 15:00 CET | Remscheid | 1 – 4 | Lione | Sportzentrum Hackenberg |

#### Girone B
| Squadra  | Pt | G | V | N | P | GF | GS | DG |
| -------- | -- | - | - | - | - | -- | -- | -- |
| Voltregà | 6  | 2 | 2 | 0 | 0 | 4  | 2  | +2 |
| Bassano  | 3  | 2 | 1 | 0 | 1 | 6  | 4  | +2 |
| Quévert  | 0  | 2 | 0 | 0 | 2 | 1  | 5  | -4 |

| Bassano del Grappa 16 dicembre 2022, ore 19:00 CET | Voltregà | 3 – 2 | Bassano | PalaUbroker |

| Bassano del Grappa 17 dicembre 2022, ore 17:00 CET | Quévert | 0 – 1 | Voltregà | PalaUbroker |

| Bassano del Grappa 18 dicembre 2022, ore 13:30 CET | Bassano | 4 – 1 | Quévert | PalaUbroker |

#### Girone C
| Squadra  | Pt | G | V | N | P | GF | GS | DG  |
| -------- | -- | - | - | - | - | -- | -- | --- |
| Igualada | 6  | 2 | 2 | 0 | 0 | 13 | 0  | +13 |
| Coutras  | 3  | 2 | 1 | 0 | 1 | 6  | 3  | +3  |
| Walsum   | 0  | 2 | 0 | 0 | 2 | 1  | 17 | -16 |

| Igualada 16 dicembre 2022, ore 20:30 CET | Igualada | 2 – 0 | Coutras | Poliesportiu Les Comes |

| Igualada 17 dicembre 2022, ore 19:00 CET | Coutras | 6 – 1 | Walsum | Poliesportiu Les Comes |

| Igualada 18 dicembre 2022, ore 12:30 CET | Igualada | 11 – 0 | Walsum | Poliesportiu Les Comes |

#### Girone D
| Squadra    | Pt | G | V | N | P | GF | GS | DG |
| ---------- | -- | - | - | - | - | -- | -- | -- |
| PAS Alcoy  | 6  | 2 | 2 | 0 | 0 | 10 | 3  | +7 |
| Ploufragan | 1  | 2 | 0 | 1 | 1 | 5  | 8  | -3 |
| Ginevra    | 1  | 2 | 0 | 1 | 1 | 4  | 8  | -4 |

| Ploufragan 16 dicembre 2022, ore 21:00 CET | Ploufragan | 2 – 5 | PAS Alcoy | Salle omnisports du Glénan |

| Ploufragan 17 dicembre 2022, ore 17:00 CET | PAS Alcoy | 5 – 1 | Ginevra | Salle omnisports du Glénan |

| Ploufragan 18 dicembre 2022, ore 13:00 CET | Ploufragan | 3 – 3 | Ginevra | Salle omnisports du Glénan |

#### Girone E
| Squadra        | Pt | G | V | N | P | GF | GS | DG |
| -------------- | -- | - | - | - | - | -- | -- | -- |
| Lleida         | 6  | 2 | 2 | 0 | 0 | 10 | 6  | +4 |
| Noisy-le-Grand | 1  | 2 | 0 | 1 | 1 | 9  | 10 | -1 |
| Vercelli       | 1  | 2 | 0 | 1 | 1 | 7  | 10 | -3 |

| Noisy-le-Grand 16 dicembre 2022, ore 21:00 CET | Lleida | 5 – 4 | Noisy-le-Grand | Gymnase des Yvris |

| Noisy-le-Grand 17 dicembre 2022, ore 17:00 CET | Noisy-le-Grand | 5 – 5 | Vercelli | Gymnase des Yvris |

| Noisy-le-Grand 18 dicembre 2022, ore 13:00 CET | Lleida | 5 – 2 | Vercelli | Gymnase des Yvris |

### Ottavi di finale
| Squadra 1          | Totale | Squadra 2    | Andata | Ritorno               |
| ------------------ | ------ | ------------ | ------ | --------------------- |
| Germania Herringen | 4 - 12 | Coutras      | 2 - 4  | 2 - 8                 |
| Voltregà           | 10 - 4 | Diessbach    | 6 - 3  | 4 - 1                 |
| Lleida             | 8 - 8  | Valdagno     | 4 - 5  | 4 - 3 (dts) (3-2 dtr) |
| Caldes             | 8 - 7  | La Vendéenne | 5 - 4  | 3 - 3                 |
| PAS Alcoy          | 4 - 6  | Braga        | 2 - 3  | 2 - 3                 |
| Igualada           | 17 - 7 | Lione        | 13 - 1 | 4 - 6                 |
| Grosseto           | 9 - 9  | Bassano      | 3 - 4  | 6 - 5 (dts) (4-5 dtr) |
| Follonica          | 14 - 3 | Remscheid    | 6 - 0  | 8 - 3                 |

### Quarti di finale
| Squadra 1 | Totale | Squadra 2 | Andata | Ritorno     |
| --------- | ------ | --------- | ------ | ----------- |
| Voltregà  | 8 - 7  | Follonica | 5 - 2  | 3 - 5       |
| Caldes    | 6 - 8  | Coutras   | 3 - 3  | 3 - 5       |
| Bassano   | 4 - 9  | Lleida    | 2 - 1  | 2 - 8 (dts) |
| Igualada  | 7 - 8  | Braga     | 4 - 2  | 3 - 6 (dts) |

### Final Four
La Final Four della manifestazione si è disputata dal 22 al 23 aprile 2023.
|  | Semifinali | Semifinali | Semifinali |          |       | Finale | Finale | Finale |  |
|  |            |            |            |          |       |        |        |        |  |
|  | Lleida     | Lleida     | 1 (2)      |          |       |        |        |        |  |
|  | Lleida     | Lleida     | 1 (2)      |          |       |        |        |        |  |
|  | Braga      | Braga      | 1 (3)      |          |       |        |        |        |  |
|  | Braga      | Braga      | 1 (3)      |          | Braga | Braga  | 4      |        |  |
|  |            |            |            |          | Braga | Braga  | 4      |        |  |
|  |            |            | Voltregà   | Voltregà | 5     |        |        |        |  |
|  | Voltregà   | Voltregà   | Voltregà   | Voltregà | 5     | 5      |        |        |  |
|  | Voltregà   | Voltregà   |            |          |       |        |        |        |  |
|  | Coutras    | Coutras    | 2          |          |       |        |        |        |  |